# Trinodes insulanus
Trinodes insulanus là một loài bọ cánh cứng trong họ Dermestidae. Loài này được Zhantiev miêu tả khoa học năm 1988.